# 第28回日本アカデミー賞
第28回日本アカデミー賞は、2005年（平成17年）2月18日に行われた日本アカデミー賞の発表・受賞式。
司会は関口宏と寺島しのぶ。

## 最優秀作品賞
- 半落ち

### 優秀作品賞
- 隠し剣 鬼の爪
- スウィングガールズ
- 世界の中心で、愛をさけぶ
- 血と骨

## 最優秀監督賞
- 崔洋一（血と骨）

### 優秀監督賞
- 佐々部清（半落ち）
- 矢口史靖（スウィングガールズ）
- 山田洋次（隠し剣 鬼の爪）
- 行定勲（世界の中心で、愛をさけぶ）

## 最優秀脚本賞
- 矢口史靖（スウィングガールズ）

### 優秀脚本賞
- 崔洋一・鄭義信（血と骨）
- 田部俊行・佐々部清（半落ち）
- 三谷幸喜（笑の大学）
- 山田洋次・朝間義隆（隠し剣 鬼の爪）

## 最優秀主演男優賞
- 寺尾聰（半落ち）

### 優秀主演男優賞
- 哀川翔（ゼブラーマン）
- 大沢たかお（解夏）
- 永瀬正敏（隠し剣 鬼の爪）
- 役所広司（笑の大学）

## 最優秀主演女優賞
- 鈴木京香（血と骨）

### 優秀主演女優賞
- 竹内結子（いま、会いにゆきます）
- 常盤貴子（赤い月）
- 深田恭子（下妻物語）
- 松たか子（隠し剣 鬼の爪）

## 最優秀助演男優賞
- オダギリジョー（血と骨）

### 優秀助演男優賞
- 香川照之（赤い月）
- 柴田恭兵（半落ち）
- 森山未來（世界の中心で、愛をさけぶ）
- 吉岡秀隆（隠し剣 鬼の爪）

## 最優秀助演女優賞
- 長澤まさみ（世界の中心で、愛をさけぶ）

### 優秀助演女優賞
- 樹木希林（半落ち）
- 田畑智子（血と骨）
- 土屋アンナ（下妻物語）
- YOU（誰も知らない）

## 話題賞

### 俳優部門
- 長澤まさみ（世界の中心で、愛をさけぶ）

### 作品部門
- スウィングガールズ

## 新人俳優賞
- 平岡祐太（スウィングガールズ）
- 森山未來（世界の中心で、愛をさけぶ）
- 伊東美咲（海猫）
- 上野樹里（スウィングガールズ）
- 土屋アンナ（下妻物語）
- 一青窈（珈琲時光）

## 最優秀音楽賞
- ミッキー吉野・岸本ひろし（スウィングガールズ）

### 優秀音楽賞
- 岩代太郎（血と骨）
- 寺嶋民哉（半落ち）
- 冨田勲（隠し剣 鬼の爪）
- めいなCo.（世界の中心で、愛をさけぶ）

## 最優秀撮影賞
- 篠田昇（世界の中心で、愛をさけぶ）

### 優秀撮影賞
- 木村大作（赤い月）
- 長沼六男（隠し剣 鬼の爪）
- 長沼六男（半落ち）
- 浜田毅（血と骨）

## 最優秀照明賞
- 中村裕樹（世界の中心で、愛をさけぶ）

### 優秀照明賞
- 渡辺三雄（赤い月）
- 中岡源権（隠し剣 鬼の爪）
- 吉角荘介（半落ち）
- 高屋齋（血と骨）

## 最優秀美術賞
- 出川三男・西岡善信（隠し剣 鬼の爪）

### 優秀美術賞
- 磯見俊裕（血と骨）
- 福澤勝広（赤い月）
- 山口修（世界の中心で、愛をさけぶ）
- 山崎秀満（半落ち）

## 最優秀録音賞
- 郡弘道（スウィングガールズ）

### 優秀録音賞
- 伊藤裕規（世界の中心で、愛をさけぶ）
- 岸田和美（隠し剣 鬼の爪）
- 高野泰雄（半落ち）
- 武進・小野寺修（血と骨）

## 最優秀編集賞
- 宮島竜治（スウィングガールズ）

### 優秀編集賞
- 石井巌（隠し剣 鬼の爪）
- 今井剛（世界の中心で、愛をさけぶ）
- 大畑英亮（半落ち）
- 奥原好幸（血と骨）

## 最優秀外国作品賞
- ラスト サムライ

### 優秀外国作品賞
- シービスケット
- トロイ
- ミスティック・リバー
- ロード・オブ・ザ・リング/王の帰還

## 会長特別賞
- 三橋達也（俳優）

## 会長功労賞
- 「世界の中心で、愛をさけぶ」企画チーム

## 協会特別賞
- 伊地智啓（プロデューサー）
- 斎藤昌利とそのスタッフ（音響効果）
- ゴジラ